# يان لورانس (سياسي)
يان لورانس (بالإنجليزية: Ian Lawrence)‏ هو محامي وسياسي نيوزلندي، ولد في 1938 في أستراليا.